# ЗИС-154

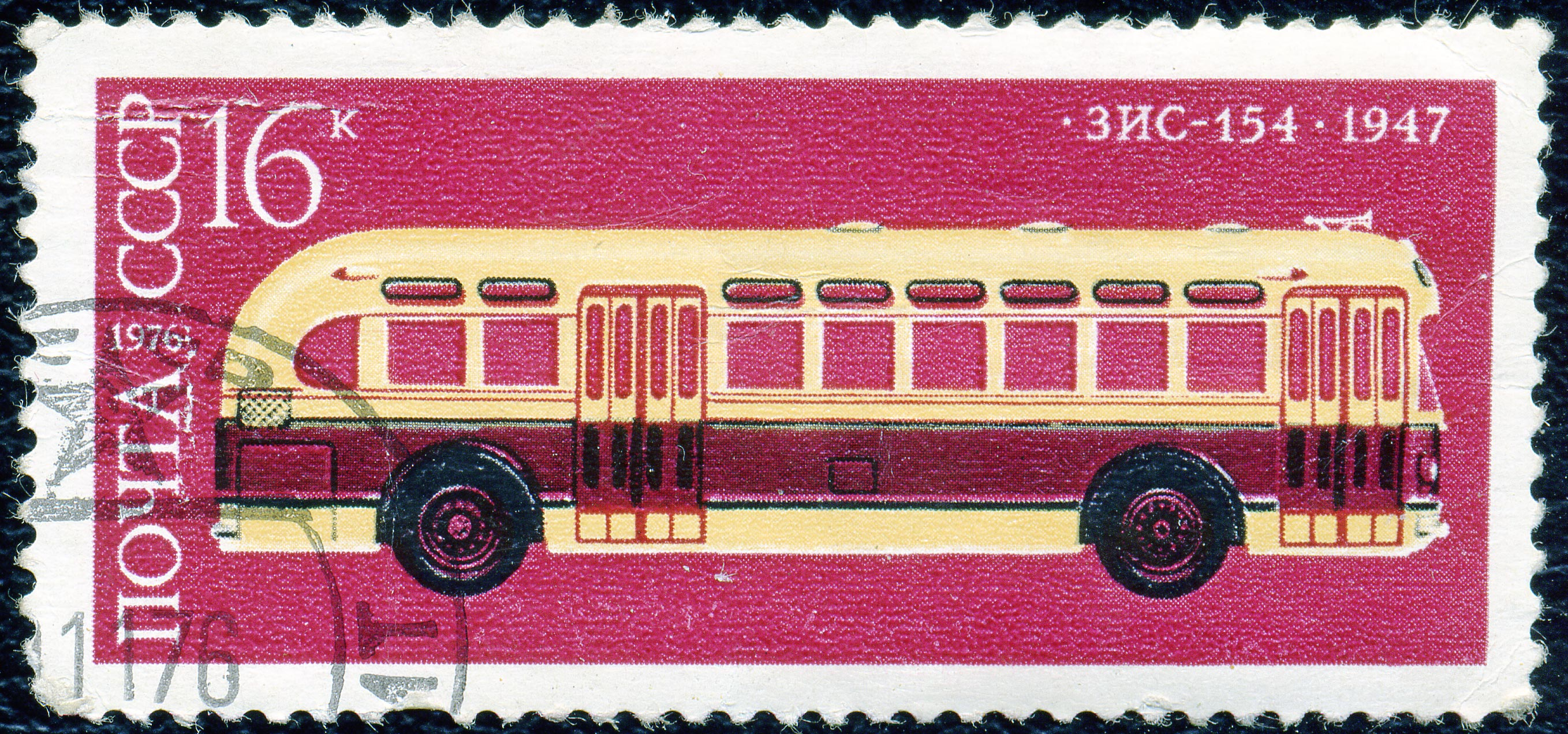
Автобус ЗИС-154 на почтовой марке СССР

ЗИС-154 — советский автобус, ставший одним из первых послевоенных серий автобусов ЗИС. Городская 9,5-метровая модель ЗИС-154 вместимостью 60 пассажиров (34 места для сидения), выпускалась в 1946—1950 годах. Всего было изготовлено 1165 экземпляров.
Конструкция данного автобуса была передовой для советского автопрома: первый советский серийный цельнометаллический несущий кузов вагонного типа.
После войны советские крупные города остро нуждались во вместительных и современных автобусах.
Аналогичный и унифицированный по многим позициям кузов имеют троллейбус МТБ-82 и трамвай МТВ-82. Кузов имеет пассажирскую дверь в переднем свесе и двигатель в задней части, пневмопривод дверей, регулируемое по трём направлениям водительское сиденье. Двухтактный 112-сильный дизель ЯАЗ-204Д с электротрансмиссией позволял автобусу полной массой около 12 тонн разгоняться до 65 км/ч (максимальная расчётная скорость, фактически же автобус мог набирать скорость не более 50 км/ч).
Первый прототип был выпущен в 1946 году. К началу июля 1947 года автобусные парки Москвы приняли первые 7 машин, затем производство нарастало: 80 автобусов — в 1947 году, 404 — в 1948 году, 472 — в 1949 году и 207 — в 1950 году. Всего было произведено 1165 автобусов ЗИС-154, однако только осваивавшийся тогда в производстве дизель оказался недоработанным по дымности выхлопа и надёжности, поэтому оснащённые им ЗИС-154 стали объектом серьёзных нареканий. Кроме того, эксплуатационники, привыкшие к максимальной простоте, не были готовы обслуживать такую машину, что привело к сравнительно быстрому снятию автобуса с производства в 1950 году, причём последнюю партию автобусов вынужденно оснастили дефорсированными до 105 л. с. карбюраторными моторами ЗИС-110. С московских маршрутов машину убрали уже в первой половине 1950-х годов. Часть автобусов, уцелевших в автобусных парках других городов, в конце 1950-х годов получила модернизированные двигатели ЯАЗ-204 и ЯАЗ-206, с которыми они доработали на маршрутах до конца 1960-х годов.
Пассажирам очень нравился новый автобус по сравнению с довоенными моделями — главным образом благодаря удобным широким дверным проёмам, очень плавному и комфортному ходу (рессорное подвешивание хорошо проглатывало неровности и в автобусе не трясло даже на плохой дороге), отличному отоплению, вентиляции, а также освещению как в дневное время (большая площадь остекления), так и в ночное. Водители были очень довольны простотой управления, не нужно было постоянно ловить обороты и выжимать сцепление, переключая передачи, так как коробки передач не было, а направление движения — вперёд-назад — переключалось небольшим рычагом слева от водителя. Водить такой автобус было удовольствием, кроме того, водитель меньше уставал.
Однако автобус был очень шумным, при трогании с места ревел, в салоне на задних рядах рёв дизеля был очень навязчивым, скорость набирал медленно, но в общем по сравнению с довоенными моделями такой автобус был несравнимо комфортней и удобней.
Заменой ЗИС-154 стал более простой в производстве, но и менее вместительный восьмиметровый ЗИС-155, в конструкции которого использовались элементы кузова ЗИС-154 и агрегаты грузовика ЗИС-150.
В ряде источников встречается упоминание о том, что ЗИС-154 производился по лицензии General Motors, якобы являясь вариантом автобуса TDH-3610 с доработками и адаптацией под советское производство. В действительности никаких документальных подтверждений этому нет. Дизайн американского автобуса и особенности его конструкции могли быть полностью или частично воспроизведены без покупки лицензии. Известно, что для создания подобного по оформлению троллейбуса МТБ-82 на Тушинский машиностроительный завод привозили американский автобус «Yellow Coach».

## В игровой и сувенирной индустрии
В декабре 2011 года модельной фирмой «ClassicBus» представлена масштабная модель 1:43 ЗИС-154 в распространённой окраске — бежевый с красным.

## Сохранившиеся экземпляры
По состоянию на январь 2015 г. имеется единственный рабочий восстановленный ЗиС-154 в музейной коллекции ГУП «Мосгортранс», изображённый на фото выше. Он был найден в 1992 году на дачном участке в подмосковных Мытищах. За четыре года отреставрирован и в 1996 году поставлен на ход.
С 2012 по 2014 год было найдено три кузова на дачных участках в разных районах Ленинградской области. Первые два были вывезены частными лицами, и их нынешняя судьба неизвестна. Последний найденный кузов, сохранившийся в значительно большей степени, был вывезен в Петербургский Музей Горэлектротранспорта, где в январе был отмыт и покрашен для презентации.
В октябре 2015 года в Московской области был найден ещё один кузов ЗиС-154, отправленный в Московский музей индустриальной культуры.